# Fiança judicial
Fiança Judicial é um direito do acusado e garantido pela Constituição Federal, onde mediante pagamento de determinado valor e cumprimento de certas obrigações conserva sua liberdade até a final sentença condenatória.
É meio legal utilizado para obter a liberdade provisória onde se o acusado está preso é solto e se está em liberdade, mas com iminência de ser preso, a prisão não se efetua.
Está disciplinada pelos arts. 321 a 350 do Código de Processo Penal.

## Fiança no Direito Penal Brasileiro
A fiança paga por uma pessoa acusada criminalmente, segundo o Código de Processo Penal (CPP), é uma caução que serve para eventual pagamento de multa, de despesas processuais e de indenização no caso de sua condenação judicial transitada em julgado (definitiva). Após pagar a fiança ela passa a responder ao processo em liberdade, mas deve cumprir algumas obrigações.
Uma delas é o comparecimento perante a autoridade (delegado de polícia ou juiz) todas as vezes em que houver intimação para atos do inquérito ou do processo. Além disso, não poderá mudar de residência sem prévia permissão da autoridade ou ausentar-se por mais de oito dias de sua residência sem informar o lugar onde pode ser encontrada.
A fiança pode ser arbitrada pela autoridade policial no caso de crime cuja pena privativa de liberdade (prisão) máxima prevista não for superior a quatro anos. Nessa situação, o valor pode variar de 1 a 100 salários mínimos. Por outro lado, no caso de pena máxima superior a quatro anos de prisão, o direito ao pagamento de fiança deve ser requerido ao juiz, que tem prazo de 48 horas para decidir. O valor, nesse contexto, pode variar de 10 a 200 salários mínimos.
A fiança paga é depositada em juízo e pode ser dinheiro ou mesmo objetos. A autoridade que aplicá-la deve observar a gravidade do delito e a situação econômica do investigado. Quando o acusado comprovar que não tem condições econômicas para fazer o pagamento, a autoridade poderá conceder sua liberdade provisória, mas determinando o cumprimento das mesmas obrigações impostas a quem paga a fiança.
Quando o processo é extinto ou concluído com a absolvição definitiva do réu, o dinheiro depositado como fiança lhe é devolvido com as devidas atualizações monetárias. No caso de condenação definitiva, a caução é utilizada para pagamento de multa, de despesas processuais e de indenização. Se restar alguma importância ela é devolvida ao condenado, igualmente com as atualizações monetárias.
Por outro lado, quando a investigação ou o processo ainda estiver em curso, a fiança será quebrada (anulada) quando o acusado cometer as seguintes irregularidades: deixar de comparecer, após intimado, para ato do processo, sem motivo justo; deliberadamente praticar ato de obstrução ao andamento do processo; praticar nova infração penal dolosa (intencional); resistir injustificadamente a ordem judicial ou descumprir medida cautelar (restrição de direito alternativa à prisão, como, por exemplo, proibição de frequentar determinados lugares) imposta cumulativamente com a fiança.
A quebra injustificada da fiança importará na perda de metade do valor depositado, cabendo ao juiz decidir sobre a imposição de outras medidas cautelares ou, se for o caso, a decretação da prisão preventiva. Neste caso, deduzidas as custas judiciais e outros encargos a que o acusado estiver obrigado, o restante será recolhido ao Fundo Penitenciário Nacional (Funpen), do Ministério da Justiça, responsável por repassar recursos e meios para apoio ao aprimoramento do sistema carcerário.
Por outro lado, o valor será perdido na totalidade se o condenado não se apresentar para início do cumprimento da pena definitivamente imposta. Neste caso, se houver sobra dos descontos de praxe ela também será recolhida ao Funpen.

Segundo o Código de Processo Penal, em nenhuma hipótese será concedida fiança nos casos de racismo, tortura, tráfico de drogas, crimes hediondos, prisão civil (por não pagamento de pensão alimentícia) ou militar (disciplinar, administrativa ou judicial), delitos cometidos por grupos armados (civis ou militares), contra a ordem constitucional e o Estado Democrático (tentativa de golpe, por exemplo). Também não terá direito o acusado que, em investigação anterior, tiver descumprido compromissos assumidos com as autoridades para se manter em liberdade.